# Алі Мурад Шах
Алі Мурад Шах (*бл. 1720  —11 лютого 1785) — шах Ірану в 1782-1785.

## Життєпис
Походив з династії Зендів. Син Аллахмурад-хана. При народженні отримав ім'я Алі Мурад-хана. Військові та політині знання здобув за часи правління Керім Хан Занда. У 1760-х роках обіймав посаду сардара (військового намісника) Кермана.
Після смерті в 1779 Карім Хан Занда почалася боротьба за владу. Фактичним володарем став стрийко Алі Мурада — Закі-хан, який спрямував Алі Мурад-хана проти повсталого Ага Могаммед-хана Каджара в Астрабаді та Мазандарані.
Втім незабаром Алі Мурад-хан не діставшись півночі, повернув проти Закі-хана. В цей час владу захопив Садек-хан. У 1781 Алі Мурад-хан завдав поразки військам Алі Накі-хана, сина Садек-хана. Слідом за цим взяв в облогу Шираз, який захопив через 8 місяців — 2 березня 1782. Він наказав стратити Садек-хана та 6 його синів, втім пощадив Джафар-хана, одного зі старших синів Садек-хана, який був особистим другом Алі Мурад-хана. Після цього він став володарем Ірану як Алі Мурад Шах.
Разом з тим продовжив політику попередника щодо придушення повстання каджарів. Він спрямував військо на чолі із двоюрідним братом Рустамом проти Ага Могаммед-хана, але той зазнав поразки в Мазандарані й відступив на південь. У 1783 військо на чолі із Шейх Увайс-ханом, сином Алі Мурад Шаха, зазнало поразки в Астрабаді від каджарського війська. Все це завдало суттєвого удару авторитету володаря. В цей момент уряд російської імператриці Катерини II звернувся до Алі Мурад Шаха з вимогою поступитися Північним Азербайджаном.
Скориставшись послаблення Алі Мурад Шаха, у 1784 повстав його родич Джафар-хан, що рушив на Ісфаган. У відповідь Алі Мурад наказав готувати військо, але напередодні виступу у похід помер в Ширазі 11 лютого 1785. Новим володарем став Джафар.